# Taavi Tamminen
Taavi Nikolai Tamminen (ur. 10 marca 1889, zm. 19 stycznia 1967) – fiński zapaśnik. Srebrny medalista olimpijski z Antwerpii 1920, w wadze lekkiej.
Złoty medalista mistrzostw świata w 1921. Triumfator mistrzostw nordyckich w 1921 roku.
Mistrz kraju w 1922; drugi w 1913 i 1921 roku. 

## Letnie Igrzyska Olimpijskie 1920
| Konkurencja             | Rundy eliminacyjne        | Rundy eliminacyjne         | Finały                    | Finały            | Turniej o srebrny medal | Turniej o srebrny medal     | Klas. końcowa |
| Konkurencja             | 1/8                       | 1/4                        | 1/2                       | Finał             | Przeciwnik I            | Przeciwnik II               | Miejsce       |
| ----------------------- | ------------------------- | -------------------------- | ------------------------- | ----------------- | ----------------------- | --------------------------- | ------------- |
| 67,5 kg styl klasyczny. | František Kopřiva (CSK) Z | Richard Frydenlund (NOR) Z | Frithjof Andersen (NOR) Z | Emil Väre (FIN) P | Frits Janssens (BEL) Z  | Charles Frisenfeldt (DEN) Z | 2.            |